# Tephrosia pallens
Tephrosia pallens är en ärtväxtart som först beskrevs av William Aiton, och fick sitt nu gällande namn av Christiaan Hendrik Persoon. Tephrosia pallens ingår i släktet Tephrosia och familjen ärtväxter. Inga underarter finns listade i Catalogue of Life.